# Konzil von Basel

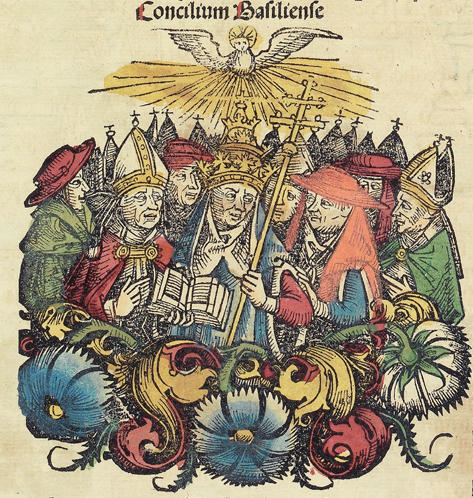
Signet des Konzils von Basel in der Schedelschen Weltchronik von 1493

Das Konzil von Basel oder Konzil zu Basel (lat. Concilium Basiliense) (1431–1449) zählt zu den bedeutendsten Synoden im 15. Jahrhundert.
Das Konzil wurde von Papst Martin V. einberufen; es begann am 23. Juli 1431 (nach seinem Tod) in Basel und endete am 19. April 1449.
Die Spaltung von Papst und Konzilsvätern im Jahre 1437 führte zu dem gleichzeitigen Konzil von Basel/Ferrara/Florenz.
Offiziell fand dasselbe Konzil an den genannten drei Orten statt; da aber die Versammlung von Basel selbstständig weitergeführt wurde, hat es sich in der Forschung durchgesetzt, das Konzil als zwei voneinander unabhängige Versammlungen in Basel und in Ferrara/Florenz zu betrachten.

## Einberufung und Aufnahme der Arbeit

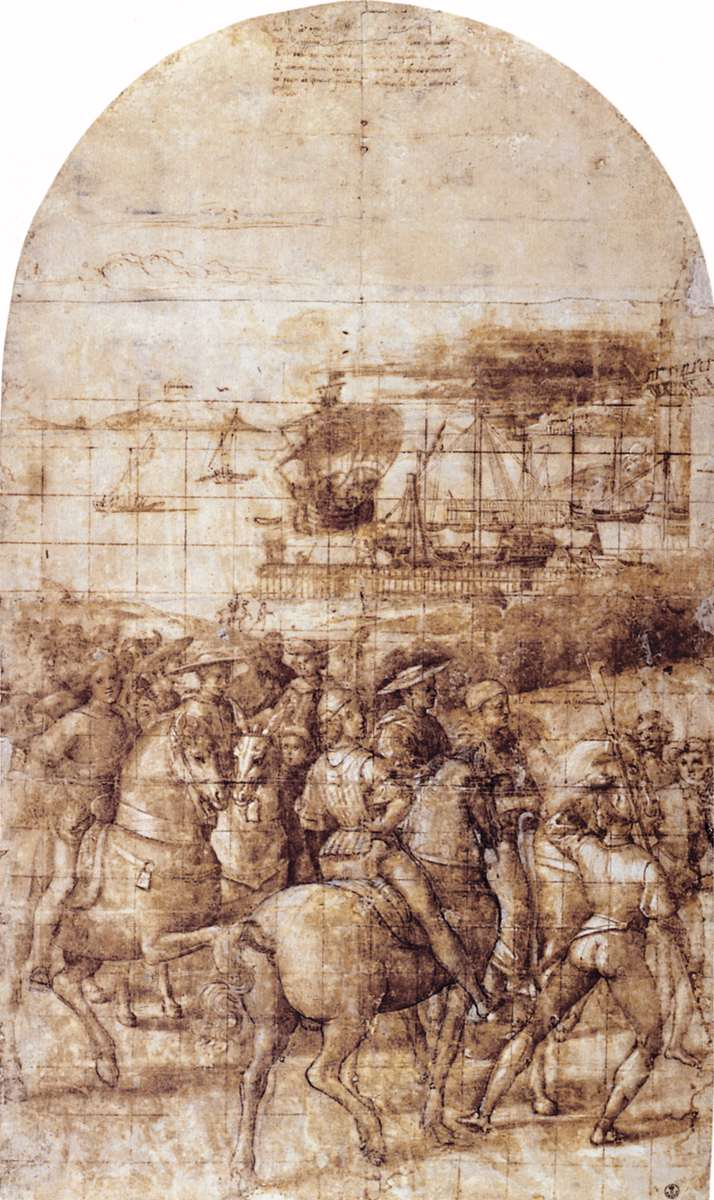
Enea Silvio Piccolomini reist zum Basler Konzil ab (Stich von Raffael, um 1502)

Das Konzil wurde von Papst Martin V. einberufen, der 1417 auf dem Konzil von Konstanz gewählt worden war, aber den Primat des Papstes (der Papst steht über dem Konzil) vertrat. Nach seinem Willen sollte es sich der Sorge um den Glauben, der Herstellung des Friedens in der Christenheit und Reformen in der Kirche selbst widmen. Die Planung des Konzils geht auf das Jahr 1425 zurück; die Teilnehmer wurden für den Sommer 1431 nach Basel einberufen, wo das Konzil am 29. Juli 1431 eröffnet wurde.
Da Papst Martin V. jedoch bereits am 2. Februar 1431 gestorben war und ein starkes Verlangen nach Reformen herrschte, setzte sich das Konzil über die Wünsche des neuen Papstes Eugen IV. hinweg und gab sich eine eigene Geschäfts- und Tagesordnung. Dabei setzte sich die Haltung durch, dass ein Konzil über dem Papst stünde (Konziliarismus).

## Reservierte Haltung des Papstes
Papst Eugen IV. hielt von dem Konzil wenig, zumal es außerhalb seines territorialen Machtbereiches stattfand. So löste er es mit der Bulle Quoniam alto vom 12. November 1431 auf und berief alternativ eine Versammlung nach Bologna ein. Dies kümmerte die in Basel anwesenden Kirchenvertreter mehrheitlich jedoch wenig. Die Bulle wurde nicht verlesen, das Konzil hielt am 14. Dezember 1431 seine erste Sitzung ab und widmete sich in der Folgezeit seinen Beratungen. In der zweiten Sitzung vom 15. Februar 1432 bestätigten die Synodalen die Konstanzer Dekrete zum Konziliarismus. Eugen lenkte in der Bulle Dudum sacrum am 15. Dezember 1433 ein, zog frühere Dekrete zurück und erkannte die Rechtmäßigkeit des Konzils an. Die ersten 25 Sitzungen in Basel haben daher aus römisch-katholischer Sicht ökumenische Geltung.
Bis 1437 arbeitete das Konzil zwar nicht immer im Sinne des neuen Papstes Eugen IV., aber auch nicht im offenen Widerspruch zu ihm. So ist es auch verständlich, dass Nikolaus Cusanus in dieser Zeit an den Arbeiten teilnehmen und sogar zu einem der führenden Konzilsgelehrten aufsteigen konnte. Er verfasste mit seinem ersten großen Werk De concordantia catholica (deutsch etwa: über die katholische/umfassende Übereinstimmung) die theoretische Grundlage für die Konzilsarbeit, wechselte jedoch später die Fronten. Ein anderer Theologe, der dem Konzil wesentlich seinen Stempel aufdrückte, war der päpstliche Legat Ambrogio Traversari. Er stellte die Einigungsverhandlungen mit Byzanz und der Ostkirche in den Mittelpunkt seiner Tätigkeit.
In Konkurrenz zum Papst schrieb das Konzil einen eigenen Ablass aus.
Der ökumenische Charakter des Konzils (Ökumenizität) ist umstritten. Die Mehrheit der katholischen Theologie bejaht sie bis September 1437 (Verlegung nach Ferrara) bzw. bis 1445 (Ende des Konzils von Ferrara-Florenz-Rom).

## Reformdekrete
Die in dieser Zeit gefassten Beschlüsse wurden auch (zum Teil) in der Praxis angewandt. Am meisten wirkte wohl das Dekret De conciliis provincialibus et synodalibus (Deutsch etwa: über die Provinz- und Synodalkonzilien) von 1433, das die Durchführung jährlicher Diözesansynoden forderte und die Stellung des Bischofs zur Synode regelte.
Teil des Reformdiskurses waren auch Diskussionen über die Aufhebung des Zölibats und eine Kalenderreform (unvollendet).

## Spaltung von Konzil und päpstlicher Funktion
Zur Trennung von Papst Eugen IV. kam es wegen Meinungsverschiedenheiten, an welchem Ort über die Wiedervereinigung mit der griechischen Kirche verhandelt werden sollte. Als es darüber zwischen dem Papst und dem Basler Konzil zum Streit kam, verlegte der Papst das Konzil am 18. September 1437 mit seiner Entscheidung Doctoris gentium nach Ferrara, wodurch das Konzil sich spaltete. Die Mehrzahl der Konzilteilnehmer blieb in Basel. Sie wurden daher vom Papst exkommuniziert, was sie am 24. Juni 1439 mit der Absetzung Eugens beantworteten. Am 5. November 1439 wurde Amadeus VIII. von Savoyen in einem nur wenige Tage dauernden Konklave vom Konzil zum neuen Papst gewählt und ging als Felix V. von 1439 bis 1449 als bisher letzter Gegenpapst in die Geschichte ein. Durch die Wahl dieses weiteren Kirchenoberhauptes schien ein zweites Schisma vollzogen.
1447 verlor das Konzil auch die politische Unterstützung der deutschen Reichsfürsten. Nachdem Friedrich III. mit Papst Eugen IV. das Wiener Konkordat abgeschlossen hatte, wurde das Konzil am 4. Juli 1448 nach Lausanne verlegt, wo es in den letzten Monaten als Rumpf-Konzil tagte. Am 5. Mai 1449 löste sich das Konzil selbst auf.

## Kirchenrechtliche Prozesse, Politik und Kultur
Vor das Basler Konzil wurden neben innerkirchlichen Themen auch akute politische Probleme der Zeit gebracht, was u. a. zu einer großen Zahl an Prozessen führte. Oft stand der Versuch einer gütlichen Einigung durch vom Konzil bestellte Vermittler vor Ort im Vordergrund, bevor man sich für einen regulären Prozess in Basel mit einem abschließenden Urteil entschied. Allerdings blieben sowohl die Vermittlungsvorschläge als auch die Urteile des Konzils meist ohne konkrete Auswirkungen.

### Innerkirchlich
Das Konzil befasste sich besonders mit umstrittenen Wahlen von kirchlichen Würdenträgern (Bischöfe und Prälaten), die bisweilen auch zu militärischen Auseinandersetzungen zwischen den jeweiligen Unterstützern (Königen, Fürsten, Städten) führten. Besonders bedeutend waren die Prozesse über die Wahlen in den Bistümern Lausanne, Trier, Utrecht, Gurk, Auxerre, Tournai, Marseille, Albi, Bayeux, Langres, Sisteron, Straßburg und Freising. Selbst über das Bistum Basel musste verhandelt werden.
Im Jahr 1436 ordnete das Konzil eine Untersuchung über die Rechtmäßigkeit der Inkorporation der Haupt- und Taufkirche St. Martin in Sottrum an den Propst des Augustinerklosters Derneburg an. Der urkundliche Nachweis der Inkorporation konnte nicht erbracht werden, da laut Angaben des Klosters die Urkunden verbrannt seien. Die Untersuchung muss jedoch letztlich zugunsten des Klosters ausgefallen sein, da sich im 16. Jahrhundert das gesamte Vermögen der Sottrumer Kirche im Besitz des Klosters befand.
Auch über theologische Themen wurden Prozesse geführt, so z. B. über die Schriften der hl. Birgitta von Schweden, die Predigten des hl. Bernhardin von Siena und andere als ketzerisch angeklagte Werke und Personen. Angestoßen, aber nicht abgeschlossen wurde ein Verfahren zur Heiligsprechung von Peter von Luxemburg. Diskutiert wurde auch über Aspekte der Mariologie. In der 36. Sessio am 17. September 1439 erklärte das Konzil, dass durch einen besonderen Akt der Prävention Maria niemals von der Erbsünde befleckt wurde.

### Politik
Das Konzil von Basel war diplomatisch tätig und hat in mehreren Konflikten in Mittel- und Osteuropa zu vermitteln versucht, an denen selbst der Kaiser Sigismund teilnahm.
Als größte Leistung kann man die Lösung der Hussitenfrage ansehen, die noch das Konzil von Konstanz überschattet hatte. Zwar konnten die Utraquisten die Umsetzung der Vier Prager Artikel nicht durchsetzen, erreichten jedoch, dass die Kelchkommunion in Böhmen wieder zugelassen wurde. Dies wurde auch durch Beschlüsse der Landesversammlung in Iglau bestätigt. Die Verhandlungen des Basler Konzils mit den Hussiten führten „erstmals zur kirchlichen Anerkennung einer abweichenden Gruppierung“.
Verhandelt wurden auch Friedenslösungen für den Hundertjährigen Krieg, den Alten Zürichkrieg, die Erbstreitigkeiten im Herzogtum Geldern, im Kurfürstentum Sachsen und in Böhmen, militärische Konflikte in Bayern sowie zwischen Polen und dem Deutschen Orden, Auseinandersetzungen zwischen Bischof und Stadt in Bamberg, Magdeburg und Besançon und die Besetzung Aquilejas durch Venedig.

### Kulturelle Aspekte
Auf dem Konzil von Basel trafen viele italienische Vertreter des Renaissance-Humanismus zusammen (z. B. Enea Silvio Piccolomini, Giovanni Aurispa, Ambrogio Traversari, Francesco Piccolpasso oder Ugolino Pisani) und fanden hier auch erste Gesprächspartner aus Deutschland und anderen nordischen Ländern, wie z. B. Nikolaus von Kues.
Auch für den Austausch neuer Ideen für die bildende Kunst spielte das Konzil eine bedeutende, aber nicht immer im Detail zu rekonstruierende Rolle. Ein Beispiel ist das Werk des Konrad Witz.
Das Konzil von Basel hat sich als Institution nicht mit der zu dieser Zeit aufkommenden Hexenlehre bzw. Hexenverfolgung in Form von offiziellen Debatten und Dekreten befasst. Jedoch kamen auf dem Konzil von Basel zum ersten Mal Hexentheoretiker aus verschiedenen Teilen Mitteleuropas in direktem Kontakt zueinander, was durch den gegenseitigen Austausch in den Jahren nach dem Konzil zu einer Verbreitung dieser Ideen führte.

## Fazit
Das Konzil hat manche Aspekte der Reformation vorweggenommen, blieb in anderen jedoch der mittelalterlichen Welt verhaftet. Nach Meinung mancher (Kirchen-)Historiker hat die Zerschlagung des Konzils mit dazu beigetragen, dass die Erneuerung der Kirche hinausgezögert wurde und später im Rahmen der Reformation umso radikaler ausfiel. Andere dagegen legen dar, dass sich der Reformgedanke vom Konzilsgedanken löste und die Reformbemühungen innerhalb der katholischen Kirche sich neue Mittel und Wege suchten.